# Carl-Frederik Bévort
Carl-Frederik Bévort (født 24. november 2003 i København) er en cykelrytter fra Danmark, der kører for Uno-X Mobility.

## Karriere
Som niårig begyndte Bévort at cykle hos ABC - Arbejdernes Bicykle Club. 
I 2019 blev han U17-danmarksmester i alle tre landevejsdiscipliner, holdløb, enkeltstart og linjeløb. Dette var anden gang i historien at en rytter havde gjort det. Samme år vandt han 13 af de 20 landevejsløb han deltog i, og fik yderlige tre podieplaceringer. Blandt sejrene var ved International Belgian Youth Tour. På banen blev han blandt andet U19-danmarksmester i omnium og pointløb. Sammen med Adam Holm Jørgensen blev Carl-Frederik Bévort i januar 2020 U19-danmarksmester i parløb.
Bévort vandt i oktober 2020 sølvmedalje ved junior-EM i individuelt forfølgelsesløb.

## Uno-X
De gode resultater som juniorrytter gav i 2022, og det første år for Bévort som seniorrytter, en kontrakt med det norske kontinentalhold Uno-X DARE Development Team, som var udviklingshold for Uno-X Pro Cycling Team. I september 2022 forlængede parterne aftalen, så den også var gældende for 2023-sæsonen. I juni 2023 meddelte Uno-X at der fra starten af 2024 var indgået en aftale, så Carl-Frederik Bévort ville blive rykket op på Proteamet på en toårig aftale.

## Meritter

### Bane
2020
 U19-danmarksmester i parløb
2. plads, Junior-EM i individuelt forfølgelsesløb
2021
 Europamester i 4000 meter holdforfølgelsesløb
2022
 Danmarksmester i 1000 meter på tid
 Danmarksmester i individuelt forfølgelsesløb
2. plads, EM i 4000 meter holdforfølgelsesløb
3. plads, VM i 4000 meter holdforfølgelsesløb
2023
1. plads, World Cup i Jakarta, 4000 meter holdforfølgelsesløb
1. plads, World Cup i Cairo, 4000 meter holdforfølgelsesløb
Verdensmester, VM i Glasgow, 4000 meter holdforfølgelsesløb.

### Landevej
2019
 U17-danmarksmester i enkeltstart
 U17-danmarksmester i linjeløb
 U17-danmarksmester i holdløb
2020
2. plads, Junior-DM i enkeltstart
2021
 Junior-danmarksmester i enkeltstart
 Junior-danmarksmester i linjeløb
 Junior-danmarksmester i holdløb
3. plads samlet ved Campione Pinse Cup Junior
Vinder af 1. og 3. afdeling
4. plads, Junior-VM i enkeltstart
2022
3. plads, U23-DM i linjeløb
6. plads, Elite-DM i linjeløb
2023
Vinder af Fyen Rundt
 U23-danmarksmester i enkeltstart
2. plads, U23-EM i enkeltstart
3. plads, Prolog ved Course de la Paix

## Udmærkelser
- Årets Københavnske Idrætstalent (2019)[1]